# Schemat zastępczy
Schemat zastępczy (również układ lub obwód zastępczy) – schematyczne przedstawienie obwodu elektrycznego (lub jego części) za pomocą odpowiednio połączonych elementów: rezystorów, cewek, kondensatorów, źródeł napięciowych i prądowych.
Schematy zastępcze stosuje się głównie w dwóch celach:
1. Uproszczenie bardziej skomplikowanego układu,
2. Odwzorowanie rzeczywistych parametrów danej części układu lub elementu.

## Uproszczenie

Połączenie równoległe rezystorów

Skomplikowane obwody składające się tylko z elementów pasywnych RLC można uprościć przez wyliczanie impedancji zastępczych danych części układu połączonych w sposób szeregowy lub równoległy. Przykładowo, dowolną liczbę rezystorów połączonych równolegle można zastąpić jedną rezystancją (układem zastępczym) wyliczoną z następującego równania:
{\displaystyle {\frac {1}{R_{z}}}={\frac {1}{R_{1}}}+{\frac {1}{R_{2}}}+{\frac {1}{R_{3}}}+\dots +{\frac {1}{R_{n}}}.}
Podobne zależności występują dla elementów RLC i w rezultacie cały pasywny obwód da się sprowadzić do jednej zastępczej impedancji.
W przypadku występowania źródeł energii w obwodzie metodologia różni się nieznacznie, ale uproszczenie jest również możliwe dla elementów liniowych. Klasycznym zastosowaniem uproszczenia są obwody zastępcze Nortona i Thevenina, które dla prądu stałego pozwalają sprowadzić dowolnie skomplikowany obwód do schematu zastępczego składającego się z jednego źródła energii i jednego rezystora.

## Odwzorowanie

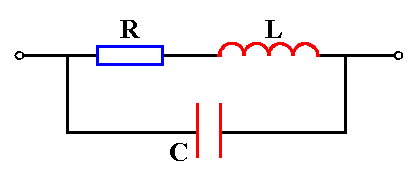
Schemat zastępczy rezystora:
R – rezystancja właściwa
C – pojemność, rzędu pF
L – indukcyjność, rzędu nH

Schematy zastępcze stosuje się również do odwzorowania rzeczywistych parametrów danego elementu lub części układu.
Dla przykładu, teoretycznie przyjmuje się, że oporniki posiadają tylko rezystancję i że jest ona stała dla dowolnej częstotliwości. W rzeczywistości występuje indukcyjność połączeń oraz pojemność pasożytnicza, które wpływają na charakterystyki takiego elementu. Dodanie odpowiednich wartości, czyli użycie schematu zastępczego pozwala na lepsze odwzorowanie zachowania takiego rezystora w wyższych częstotliwościach.
Klasyczna reprezentacja elementów pozwala na użycie tylko elementów liniowych, więc elementy typu dioda lub tranzystor nie mogą być odpowiednio odwzorowane. Podobnie występują problemy dla elementów sprzężonych magnetycznie, jak np. transformator. W takich przypadkach użycie odpowiedniego schematu zastępczego pozwala na łatwiejsze obliczenie obwodu. Ma to szczególne znaczenie w przypadku programów komputerowych symulujących obwody elektryczne i elektroniczne, które dążą do jak najlepszej symulacji zachowania rzeczywistych elementów. W bardziej skomplikowanych programach możliwa jest modyfikacja lub dodawanie nowych elementów poprzez odpowiedni dobór wartości składowych schematu zastępczego.